# Eueremaeus stiktos
Eueremaeus stiktos är en kvalsterart som först beskrevs av Higgins 1962.  Eueremaeus stiktos ingår i släktet Eueremaeus och familjen Eremaeidae. Inga underarter finns listade i Catalogue of Life.